# Älteste Städte Deutschlands
Die Frage nach der ältesten Stadt Deutschlands ist nicht endgültig geklärt. Die unterschiedlichen Ansichten haben einerseits mit Lokalpatriotismus zu tun, andererseits mit den verwendeten Kriterien. Häufig werden etwa die Begriffe Siedlung und Stadt nicht klar voneinander getrennt.

## Definition der „Stadt“
Die ersten Städte in Deutschland werden mit der Römerzeit in Verbindung gebracht. Im Allgemeinen wird dabei unter einer Stadt (althochdeutsch burg „Burg, Stadt“, mittelhochdeutsch burc oder stat „Standort, Stelle“) eine größere zivile Siedlung verstanden, welche folgende weitere Merkmale aufweist:
- Zentralisierung
- Abgrenzung zum Umland
- eigene Verwaltungs- und Versorgungsstrukturen
- Wasserversorgung
- Lage im Mittelpunkt größerer Verkehrswege[1]

Fast jeder Stadt geht mithin eine Zeit der Besiedlung voraus, weshalb es entscheidend darauf ankommt, zu welchem Zeitpunkt eine Siedlung zur Stadt wurde. Problematisch ist es allerdings, wenn hierbei allein auf formale Gesichtspunkte abgestellt wird, vor allem auf die damalige Rechtslage oder die ausdrückliche Verleihung des Stadtrechts. Dies führt unweigerlich zur Abhängigkeit von zeitlich und regional bedingten Zufälligkeiten, was die Entwicklung eines einheitlichen – nicht nur auf Deutschland beschränkten – Begriffsverständnisses erschwert. Wenn indes zur Römerzeit eine Siedlung im damaligen Grenzbereich zur Colonia („Kolonie“) erhoben wurde, ist dies heute dennoch ein starkes Indiz für den Stadtcharakter; denn damit erhielt sie die höchste Stufe des römischen Stadtrechts.
Allerdings hatten auch vorrömische Siedlungen zum Teil wohl schon ebenfalls eine stadtartige Ausprägung (vgl. die keltischen Oppida). Doch ist eine kontinuierliche Siedlungsgeschichte in diesen Fällen meist nicht nachweisbar oder besteht nur über in räumlicher Nähe errichtete römische Siedlungen.

## Amtliche Bestätigung
Eine amtlich bestätigte „älteste Stadt Deutschlands“ gibt es nicht. Gleichwohl werden namentlich Andernach, Trier, Neuss, Kempten (Allgäu), Worms oder Augsburg in diesem Zusammenhang immer wieder in die Diskussion gebracht. Die Stadt Trier beansprucht für sich, die längste Geschichte als (römisch) anerkannte Stadt – im Gegensatz zu einer Siedlung oder einem Heerlager – zu haben. Auf einen offiziellen Status beruft sich Worms, das 1994 als deutsches Mitglied für das Most Ancient European Towns Network (englisch für ‚Arbeitskreis der ältesten Städte Europas‘) benannt wurde und sich auf eine vorrömische, keltische Gründungsgeschichte beruft. Über Kempten gibt es das früheste schriftliche Dokument einer (keltischen) Polis, also einer Stadt, in Deutschland.
Im deutschsprachigen Raum gibt es jedoch noch weitere Städte, die zumindest ein ähnliches Alter beanspruchen, siehe dazu auch die Artikel Älteste Stadt Österreichs sowie zu Sitten und Chur.

## Geschichte

### Römische Gründungen
Nachdem römische Truppen unter Gaius Iulius Caesar während des Gallischen Krieges 55 v. Chr. bis an den Rhein vorgedrungen waren, unternahmen zunächst Marcus Vipsanius Agrippa sowie später Drusus und Tiberius die Sicherung des linken Rheinufers. Mit den Feldzügen in der Zeit des Kaisers Augustus ab 13/12 v. Chr. gelangten die linksrheinischen Gebiete unter römische Kontrolle.
Im Zuge der Sicherung dieser Gebiete wurden von den Römern Militärlager angelegt, aus denen im Laufe der Zeit Städte hervorgingen. Zu diesen Orten zählen unter anderem: Andernach (Antunnacum), Bonn (Bonna), Koblenz (Confluentes), Köln (Colonia Claudia Ara Agrippinensium), Mainz (Mogontiacum), Neuss (Novaesium), Speyer (Noviomagus), Trier (Augusta Treverorum), Worms (Borbetomagus) und Xanten (Colonia Ulpia Traiana).
Seit 25 v. Chr. wurde überdies die Nordgrenze der früheren Provinz Gallia cisalpina in Norditalien von den Alpen hin zur Donau verschoben und die Provinz Raetien gegründet. Aus den dort angelegten Militärlagern entstanden später Städte wie Augsburg (Augusta Vindelicum) und Kempten (Cambodunum, eine vorrömische keltische Siedlung, Hauptort der Estionen).

### Most Ancient European Towns Network
1994 wurde der Arbeitskreis der ältesten Städte Europas (englisch Most Ancient European Towns Network) gegründet. Dem Arbeitskreis, der sich nach seiner englischen Bezeichnung als Netzwerk verstand, gehörten folgende zehn Städte an, deren Vertreter sich jährlich im Vorsitz abwechseln sollten:
Argos (Griechenland), Béziers (Frankreich), Cádiz (Spanien), Colchester (Großbritannien), Cork (Irland), Évora (Portugal), Maastricht (Niederlande), Roskilde (Dänemark), Tongern (Belgien), Worms (Deutschland)
Die Initiative zur Bildung des Arbeitskreises ging von der griechischen Stadt Argos aus. Dort fand vom 22. bis 26. Juni 1994 die erste offizielle Zusammenkunft der Oberhäupter der beteiligten Städte statt; es fehlte lediglich der Repräsentant von Cádiz. Dabei wurden nach Unterzeichnung der Gründungsurkunde die Zielsetzungen beschlossen. Der Arbeitskreis stellt eine spontane, nicht-offizielle Form der Kooperation dar. Ob und wie lange der Arbeitskreis weiter bestand und ob er jemals Aktivitäten entfaltete, ist unsicher. Im Jahr 2006 noch existierende Originalbelege sind mittlerweile aus dem WWW verschwunden.